# 東条さかな
東条 さかな（とうじょう さかな、1985年2月5日 - ）は、日本のフリーのイラストレーター。血液型はO型。北海道別海町出身。釧路市在住。

## 作品リスト

### 小説挿絵
- タム・グリンシリーズ（青木祐子著、コバルト文庫）
- 終わる世界、終わらない夏休み （あきさかあさひ著、ファミ通文庫）

1. 〜芹沢和也の終末〜
2. 〜桜井深優の終末〜

- SHI-NO -シノ-シリーズ（上月雨音著、富士見ミステリー文庫）
- 藍坂素敵な症候群（水瀬葉月著、電撃文庫）
- 消えちゃえばいいのに（和智正喜著、富士見ファンタジア文庫）
- 青熊将と恋する若妻シリーズ（筧千里著、カドカワBOOKS）

1. なんか変なのが嫁に来た。
2. なぜか結婚したらモテだした。

- 悪役令嬢に転生したけどごはんがおいしくて幸せです!（矢御あやせ著、宝島社）
- 二度目の地球で街づくり 開拓者はお爺ちゃん（舞著、アース・スターノベル）

ボーイズラブ小説挿絵
- 少年×忍者シリーズ（岡野麻里安著、コバルト文庫）
- 紅蓮天使は恋する（水月真兎著、ダリア文庫）

### 漫画
- SHI-NO -シノ-（原作：上月雨音、ドラゴンエイジピュア連載、角川コミックス ドラゴンJr.（富士見書房））
- Rewrite：SIDE-B（原作：Key、電撃G's magazine連載、電撃コミックス（アスキー・メディアワークス））
- 神様まもり（ゼロサムオンライン連載、ZERO-SUMコミックス（一迅社））

ボーイズラブ漫画
- 猫でも愛して!（読み切り集、ジュネットコミックス ピアスシリーズ（ジュネット））
- ピンクの貞操帯（読み切り集、ジュネットコミックス ピアスシリーズ（ジュネット））
- えっちぃきもち。（読み切り集、ジュネットコミックス ピアスシリーズ（ジュネット））
- 星のうさぎ（BOY'S ピアス連載、ジュネットコミックス ピアスシリーズ（ジュネット））
- 君と美味しい愛のコトノハ（BOY'S ピアス連載、ジュネットコミックス ピアスシリーズ（ジュネット））
- 蜜に牙（b-boyオメガバース Mercury連載、ビーボーイオメガバースコミックス（リブレ））
- ベイビー、シュガー、サキュバス（BOY'S ピアス連載）
- 猫とベッド（BOY'S ピアス連載、ジュネットコミックス ピアスシリーズ（ジュネット））
- 恋して キスして かんじゃいたい（G-Lish Comics（ジュリアンパブリッシング））

### ゲーム
家庭用ゲーム
- Under The Moon 〜クレセント〜（2009年、ディンプル）

携帯電話ゲーム
- プリマヴェール四兄弟（2009年、ソニー・デジタルエンタテインメント）

18禁乙女ゲーム
- Under The Moon（2007年、シュガービーンズ）
  - Under the moon 〜つきいろ絵本〜（2007年、シュガービーンズ）
- いじわる My Master（2008年、シュガービーンズ）
- Riddle Garden（2010年、キャラメリア）

## その他
- チャリティーイラスト本「Smile/Yell」- 東北地方太平洋沖地震関連・イラスト寄稿